# Liste der Bodendenkmäler in Althegnenberg
Auf dieser Seite sind die Bodendenkmäler in der oberbayerischen Gemeinde Althegnenberg zusammengestellt. Diese Tabelle ist eine Teilliste der Liste der Bodendenkmäler in Bayern. Grundlage ist die Bayerische Denkmalliste, die auf Basis des Bayerischen Denkmalschutzgesetzes vom 1. Oktober 1973 erstmals erstellt wurde und seither durch das Bayerische Landesamt für Denkmalpflege geführt wird. Die folgenden Angaben ersetzen nicht die rechtsverbindliche Auskunft der Denkmalschutzbehörde.

## Bodendenkmäler der Gemeinde Althegnenberg

### Bodendenkmäler in der Gemarkung Althegnenberg
| Lage                                        | Objekt | Akten-Nr.     | Bild           |
| ------------------------------------------- | --- | ------------- | -------------- |
| Althegnenberg (Standort)                    | Verebneter Grabhügel vorgeschichtlicher Zeitstellung. | D-1-7732-0002 |                |
| Althegnenberg (Standort)                    | Grabhügel vorgeschichtlicher Zeitstellung. | D-1-7732-0003 |                |
| Althegnenberg Oberdorferstraße 3 (Standort) | Burgstall Althegnenberg Turmhügel des hohen und späten Mittelalters (Althegnenberg) mit zugehörigem Wirtschaftshof sowie untertägige frühneuzeitliche Befunde im Bereich der ehemalige Wallfahrtskapelle St. Maria. | D-1-7732-0007 | weitere Bilder |
| Althegnenberg Münchner Straße 3 (Standort)  | Pfarrkirche St. Johannes der Täufer Untertägige mittelalterliche und frühneuzeitliche Befunde im Bereich der Katholischen Pfarrkirche St. Johannes der Täufer von Althegnenberg und ihrer Vorgängerbauten.          | D-1-7732-0115 | weitere Bilder |

### Bodendenkmäler in der Gemarkung Hörbach
| Lage                                        | Objekt | Akten-Nr.     | Bild           |
| ------------------------------------------- | --- | ------------- | -------------- |
| Hörbach (Standort)                          | Grabhügel vorgeschichtlicher Zeitstellung. | D-1-7732-0004 |                |
| Hörbach (Standort)                          | Eisenverhüttungsplatz vorgeschichtlicher Zeitstellung. | D-1-7732-0057 |                |
| Hörbach Althegnenberger Straße 2 (Standort) | Pfarrkirche St. Andreas Untertägige mittelalterliche und frühneuzeitliche Befunde im Bereich der Katholischen Pfarrkirche St. Andreas in Hörbach und ihrer Vorgängerbauten. | D-1-7732-0117 | weitere Bilder |

### Bodendenkmäler in der Gemarkung Oberdorf
| Lage                | Objekt                                        | Akten-Nr.     | Bild |
| ------------------- | --------------------------------------------- | ------------- | ---- |
| Oberdorf (Standort) | Grabhügel mit Bestattungen der Hallstattzeit. | D-1-7732-0015 |      |
| Oberdorf (Standort) | Grabhügel vorgeschichtlicher Zeitstellung.    | D-1-7732-0016 |      |